# الجنح (السدة)

تعديل مصدري - تعديل

الجنح هي إحدى قرى عزلة التويتي بمديرية السدة التابعة لمحافظة إب، بلغ تعداد سكانها 322 نسمة حسب تعداد اليمن لعام 2004.